# Виктор Танев
Виктор Иванов Танев (роден на 20 юли 1983 г.) е български актьор. Известен е с озвучаването на филми и сериали.

## Ранен живот
Син е на актьорите Иван Танев и Янина Кашева, има и по-малък брат, роден през 1992 г. Неговата баба е актрисата Атанаска Танева.
Завършва 164 испанска езикова гимназия „Мигел де Сервантес“, а по-късно НАТФИЗ „Кръстьо Сарафов“ в класа на проф. Здравко Митков.

## Актьорска кариера
От 2006 до 2009 г. играе в Държавен пътуващ театър в постановките „Марихуаната на мама е най-добра“ от Дарио Фо и „Голямото надлъгване“ от Рей и Майкъл Куни, като и двете са под режисурата на Андрей Аврамов.
През 2007 до 2008 г. е водещ на „Къщата на музиката“ по БНТ 1.
От април 2010 г. е в трупата на Народен театър „Иван Вазов“. Играе в спектаклите „Полет над кукувиче гнездо“, „Идеалният мъж“, „Хъшове“, „Обир“, „Ревизор“, „Животът е прекрасен“, „Хамлет“ и „Синята птица“.
През 2021 г. играе в първата българска пиеса за дублажа – „Гласове под наем“, където си партнира с Гергана Стоянова, Симеон Владов и Симона Трайкова под режисурата на Христо Ботев.

## Кариера на озвучаващ актьор
През 2005 г. Танев започва да се занимава с дублажи още когато е в трети курс студент НАТФИЗ. Първоначално озвучава единични филми за БНТ и bTV, като след това започва да озвучава сериали и анимации, включително и за други телевизии.
Известни заглавия с негово участие са „Адвокатите“, „Да живееш с Фран“, „Престъпни намерения“, „Животът на Брайън“, „Чужди грехове“, „Колежани“, „Частна практика“ и „Терминатор: Хрониките на Сара Конър“, както и турските „Перла“, „Двама завинаги“, „Забраненият плод“, „Езел“, „Север Юг“, „С Русия в сърцето“, „Искрите на отмъщението“ и „Ирония на съдбата“, в които е поканен специално да озвучи ролите на актьора Къванч Татлъту. Други сериали, които озвучава са британският „Нощният управител“, френският „Ослепително слънце“ и турските „Навсякъде ти“, „Безмилостен град“ и други.
От 2019 г. е официалният глас на телевизия Българе.

## Филмография
- „Връзки“ (2016) – сезон 2, епизод 10

## Личен живот
Има дъщеря, която се казва Мира.